# Zählweise (Tischtennis)

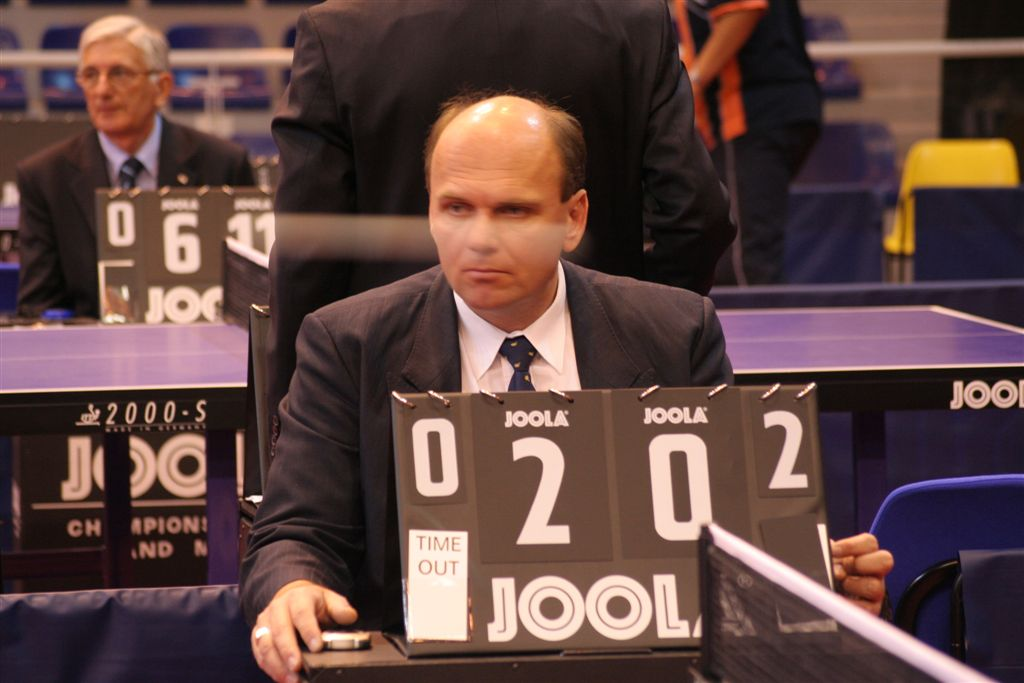
Schiedsrichter mit Zähltafel

Beim Tischtennis erfolgt die Zählweise innerhalb eines Satzes. Gezählt werden die Fehlerpunkte des Gegners. Ein Spieler hat einen Satz gewonnen, wenn er zuerst 11 Punkte erreicht hat und dabei mindestens zwei Punkte mehr hat als der Gegner. Beim Stande von 10:10 wird der Satz solange fortgesetzt, bis ein Spieler zwei Punkte Vorsprung erreicht hat. Je nach Turnier besteht ein Spiel aus drei oder vier Gewinnsätzen. Hat ein Spieler drei bzw. vier Sätze gewonnen, dann hat er das gesamte Spiel gewonnen und das Spiel wird beendet.
Im Wechsel schlägt jeder Spieler zweimal auf. Wird allerdings ein Spielstand von 10:10 erreicht, dann wechselt der Aufschlag nach jedem Punkt bis zum Ende dieses Satzes.
Diese Bestimmungen hat der Deutsche Tischtennis-Bund DTTB in den Regeln Teil A in den Abschnitten 11 bis 13 festgeschrieben.

## Geschichte

### Anfangszeit
Vor 1926 gab es noch keine einheitlichen Tischtennisregeln, weder bezüglich der Spielgeräte noch bezüglich der Spielweise noch bezüglich der Zählweise. Die Bedingungen wurden meist bei den jeweiligen Turnierausschreibungen festgesetzt.
Häufig wurde die Zählweise aus dem Tennissport übernommen. Daneben gab es aber auch Zählweisen ähnlich unserer heutigen, allerdings mit verschiedenen Längen. So mussten in einem Satz etwa 20 Punkte erreicht werden, bei 19:19 wurde im Modus Best-of-Five weitergespielt.
Gelegentlich wurde ein Satz auch bis 50, etwa in Wales und Bristol, oder, wie in Sunderland, sogar bis 100 Punkte gespielt. Allerdings endete Anfang der 1930er Jahre im Japanischen Tischtennis-Studentenverband, einem Vorläufer des Japanischen Tischtennisverbandes, ein Satz bei 11 Punkten.

### Januar 1926
Im Januar 1926 gründeten in Berlin Delegierte der Länder Österreich, England, Deutschland und Ungarn den Tischtennisweltverband ITTF (siehe International Table Tennis Federation#Gründung). Zugleich legten sie einheitliche Regeln fest, welche in einem Protokoll vom 16. Januar niedergeschrieben wurden.
Hier finden sich auch Aussagen über die Zählweise. Für nationale Wettkämpfe ließ man dem jeweiligen Veranstalter die Freiheit, Sätze bis 21, 25, 31, 50 oder 100 zu spielen.

„In all countries it shall be legal to use the following forms of scoring:
     21 up, 25 up, 31 up, 50 up, 100up“

Bei internationalen Wettkämpfen sollte ein Satz jedoch einheitlich bis 21 gezählt werden.

„That each match in this International competition shall be the best of five games of 21 up each, played  according to the laws of T.T.A ...“

1. ↑  T.T.A = Table Tennis Association

### Dezember 1926
Im Dezember 1926 fand in London die erste Tischtennisweltmeisterschaft statt. Hier wurden alle Wettkämpfe mit 21er-Sätzen ausgetragen, nach jedem fünften Punkt wechselte das Aufschlagrecht.
Parallel dazu tagte am 12. Dezember das Biannual General Meeting (BGM), um über die Regeln zu beraten. Zuvor waren die Mitgliedsverbände angeschrieben worden mit der Bitte, über eine einheitliche Zählweise abzustimmen. Dabei sprachen sich die Tschechoslowakei, Schweden, Deutschland, Österreich, Ungarn, England, Wales und Indien für 21er-Sätze aus, was im ELS report (English Language Secretary's Report) festgehalten wurde.
Auf Wunsch der Tschechoslowakei und Schweden sollte aber auch die Tennis-Zählweise weiterhin zulässig sein. Infolgedessen wurden im offiziellen Handbuch beide Zählweisen beschrieben und erwähnt, dass bei nationalen Turnieren auch mit der Tennis-Zählweise experimentiert werden darf.

### Festlegung 1928
Beim Biannual General Meeting (BGM) während der zweiten Weltmeisterschaft in Stockholm wurde über die endgültige Zählweise beraten. Am 29. Januar 1928 wurde mit einer Mehrheit von 7:2  die 21er Zählweise verbindlich vorgeschrieben. Österreich, England, Deutschland, Ungarn, Indien, Schweden und Wales stimmten mit Pro, Dänemark und die Tschechoslowakei plädierten für die Tennis-Form.
Daraufhin wurde die Beschreibung der Tennis-Zählweise aus den Regelwerken entfernt.

### 1997: ITTF-Arbeitsgruppe Rau
Bereits in den 1980er und 1990er Jahren wurde ein Rückgang der Popularität des Tischtennissports beklagt. Auch in Bezug auf die Medien sah man Handlungsbedarf, Tischtennis wurde im Vergleich zu anderen Sportarten recht selten im Fernsehen gezeigt. Um dem entgegenzuwirken, richtete der Weltverband ITTF 1997 eine Arbeitsgruppe unter Leitung des Neuseeländers Geoff Rau ein, welche sich mit dieser Problematik befassen und Lösungsansätze präsentieren sollte.
Einer dieser Vorschläge lautete, die Zählweise zu ändern, die Sätze zu verkürzen und gleichzeitig in einem Spiel mehr Sätze auszutragen. Damit sollten mehr Spannungsmomente – nämlich die am Ende eines Satzes – geschaffen werden. Bereits um 1990 war bei einigen Turnieren mit einer Satzverkürzung experimentiert worden, ab 1997 folgten weitere Tests, beispielsweise:
- Bei den Internationalen Meisterschaften von Jugoslawien 1990 sowie im Worlds-Allstar Finale 1992 im japanischen Kashiwazaki endete ein Satz bei 11, nach jedem dritten Punkt wechselte das Aufschlagrecht.[12][13]
- Sowohl im Mannschaftswettbewerb der Jugend-Europameisterschaft 1990 als auch bei dem DTTB-TOP-12 Turnier für Junioren 1990 in Frankenthal begann ein Satz beim Spielstand von 5:5.[14][15]
- Bei den Japan Open 1997 begann ein Satz beim Spielstand von 10:10 und endete – wie bisher gewohnt – bei 21.

Schließlich tendierten die Verantwortlichen zu Sätzen bis 11.

### 2001: Umstellung auf Satzlänge 11
Am 26. April 2001 – während der Weltmeisterschaft in Osaka – beschloss das ITTF-Entscheidungsgremium mit einer Mehrheit von 104:7 die Verkürzung der Sätze auf 11 Punkte. Es müssen mindestens drei Sätze ausgespielt werden (vorher zwei).
Die neue Regel wurde für internationale Turniere ab dem 1. September 2001 vorgeschrieben, der Deutsche Tischtennis-Bund DTTB verfügte im Juni 2001, dass in Deutschland bereits ab 1. August 2001 in allen Spielklassen die neue Zählweise in Kraft tritt.
Eine Besonderheit findet man in der chinesischen Superliga, wo seit 2012 ein Entscheidungssatz bei 7 endet.

### Auswirkungen der Regeländerung
Die Auswirkungen der neuen Regel hat Bernhard Hannes gemäß Matzke statistisch untersucht. Grundlage waren mehr als 10.000 Spielberichte aus allen Klassen vorwiegend aus dem Bereich des Westdeutschen Tischtennisverbandes WTTV sowie Spielberichte aus der 2. Bundesliga. Hannes verglich die Spielberichte aus dem Zeitraum 1996 bis 2001, also vor der Regeländerung, mit denen aus der Hinrunde der Saison 2001/02, also nach der Regeländerung.
Die aktiven Tischtennisspieler hatten eine erhebliche Verkürzung der Spieldauer befürchtet. Schließlich brauchte man vorher zum Spielgewinn mindestens zwei Sätze mit je 21 Punkten, also 42 Punkte. Nach der neuen Regel benötigt man mindestens drei Sätze mit je 11 Punkten, also nur 33 Punkte. Hannes zeigte, dass sich die Spieldauer tatsächlich reduzierte, allerdings nicht in dem befürchteten Ausmaß. Denn es kommt nun öfter zu Satzverlängerungen, was die Anzahl der ausgespielten Punkte erhöht. Gleichzeitig gibt es durch die häufigeren Satzverlängerungen auch mehr Spannungsmomente, was die Attraktivität des Tischtennissports erhöht.
Hannes’ Statistik zeigt auch, dass die Ergebnisse bei Mannschaftskämpfen etwas knapper ausfallen. Zudem verweist Matzke auf Untersuchungen über die veränderte Situation für einen Spieler durch die häufigeren Aufschlagwechsel. Die einzelnen Ballwechsel sind nun kürzer, was einen Nachteil für die Attraktivität bedeutet.

### Abweichungen nach 2018
Nach 2018 experimentierten einige Verbände mit abweichenden Satzlängen:
- In der russischen Liga endet der Entscheidungssatz bei sieben.
- Ab 2020 geht in der ETTU Champions League der fünfte Satz bis sechs, auch bei nur einem Punkt Vorsprung, also 6:5.
- In T2-Diamond-Event-Turnieren, veranstaltet vom Weltverband ITTF, setzte nach 24 Minuten Spieldauer die Sonderregel ein, dass alle folgenden Sätze bei fünf enden.
- Beim World Cup 2024 in Macau experimentierte der Weltverband ITTF erstmals mit Spielen bestehend aus vier Sätzen, die auch mit 2:2 Remis enden können.[20]

## Vorschlag zur Verkürzung der Sätze
Beim Annual General Meeting (AGM) während der Weltmeisterschaft 2015 schlug der Tischtennisverband Brasiliens für die Zukunft die Verkürzung der Sätze auf vier (statt elf) vor. Dieser Antrag wurde abgelehnt.